# (34154) Anushkanair
2000 QC20 (asteroide 34154) é um asteroide da cintura principal. Possui uma excentricidade de 0.15099950 e uma inclinação de 3.16227º.
Este asteroide foi descoberto no dia 24 de agosto de 2000 por LINEAR em Socorro.